# 뉴커머
뉴커머(영어: newcomer, 일본어: ニューカマー)는 1965년 한일국교정상화 이후 일본에 건너가 정착한 대한민국 국적자를 말한다. 이들 중에는 특히 1980년대 이후에 일본에 이주한 사람이 많다.

## 형성 배경
이에 대해 올드커머(old comer)는 1965년 한일 국교정상화 당시 이미 일본에 정착하고 있어, 일본정부로부터 특별영주권자 지위를 부여 받아 대를 이어 한국 국적을 유지한채 일본에 살 수 있도록 된 이른바 재일동포를 일컫는 말이다.
주로 일제 강점기에 징용으로 끌려온 사람들과 국교정상화 이전에 밀입국한 사람들과 그 후손으로 이뤄진다.
경우에 따라서는 국교정상화 이후부터 해외여행자유화 이전에 일본에 건너간 사람들을 따로 구분해서 올드커머라고 하기도 하고, 해외여행자유화 이후에 건너간 사람들 가운데서도 40대 이하의 젊은층들은 스스로를 뉴뉴커머(new new-comer)라고 하기도 한다.

## 일본 사회에 미친 영향
1980년대 이후의 뉴커머(new comer)는 민족차별등 과거사로부터 비교적 자유롭고 구김살없이 당당하여 재일동포 사회 및 일본사회의 의식변화에 큰 영향을 주고 있다. 대부분 1년 또는 3년에 한번씩 기간갱신해야 하는 취업비자를 가지고 정주자로서 활동하고 있으나, 상당수는 일본이 이른바 단순노동에 대해 취업비자를 발급하지 않는 방침을 윈칙으로 하고 있는 까닭에 체류자격을 취득하지 못하여, 불법체류자문제의 일부분으로서 사회문제와 연관지어 거론되기도 한다.
그 숫자는 불법체류자를 포함해서 20만~30만명으로 도쿄에 3분의 1 이상이 살고 있다고 추산되고 있다. 도쿄 신주쿠의 오쿠보도리에서 쇼쿠안도리 일대에는 300개가 넘는 특히 뉴커머가 경영하는 가게가 몰려있어 신오쿠보 코리아타운을 형성하고 있으며, 한류붐을 타고, 많은 일본인들도 이곳을 찾고 있다.

## 관련 단체
단체로는 코리아타운 한국가게 경영자들을 중심으로 2001년에 재일본한국인연합회(약칭 한인회)를 결성, 수도권을 중심으로 점차 그 활동범위를 넓혀나가고 있기도 하며, 2007년에는 '재일민단 지원'목적의 정부예산이 민단 이외의 뉴커머(한일 국교정상화 이후 일본에 온 교포나 주재원 등)단체등 다른 재일동포단체에도 보조금을 지원할 수 있다는 내용의 외교통상부지침이 뉴스로 되는등 공식적으로도 뉴커머의 존재가 자리를 잡아가고 있다.